# Ludmyła Dżyhałowa
Ludmyła Stanisławiwna Dżyhałowa, po mężu Fiłatowaukr. Людмила Станіславівна Джигалова (Фiлатова) (ur. 22 stycznia 1962 w Charkowie) – ukraińska sprinterka startująca w barwach Związku Radzieckiego.
Specjalizowała się przede wszystkim w sztafecie 4 × 400 m, gdzie odnosiła największe sukcesy. Jest jedną z wielu sportsmenek, która poza biegami sztafetowymi nie odnosiła sukcesów. Jej jedynym dużym osiągnięciem indywidualnym było 6. miejsce na mistrzostwach Europy w 1990 oraz półfinał mistrzostw świata rok później. Jest dwukrotną mistrzynią olimpijską w sztafecie 4 × 400 metrów.
W 1998 przyjęła rosyjskie obywatelstwo.

## Igrzyska olimpijskie
| Miejsce | Dzień      | Rok  | Miejscowość | Konkurencja        | Czas biegu  | Strata | Zwycięzca |
| ------- | ---------- | ---- | ----------- | ------------------ | ----------- | ------ | --------- |
| złoto   | 8 sierpnia | 1992 | Barcelona   | sztafeta 4 × 400 m | 3:20,20 mim | –      | –         |

## Mistrzostwa świata
| Miejsce | Dzień       | Rok  | Miejscowość | Konkurencja        | Czas biegu  | Strata | Zwycięzca        |
| ------- | ----------- | ---- | ----------- | ------------------ | ----------- | ------ | ---------------- |
| 9.      | 26 sierpnia | 1991 | Tokio       | bieg na 400 m      | 50,85 s     | –      | Marie-José Pérec |
| złoto   | 1 września  | 1991 | Tokio       | sztafeta 4 × 400 m | 3:18,43 min | –      | –                |

## Mistrzostwa Europy
| Miejsce | Dzień       | Rok  | Miejscowość | Konkurencja        | Czas biegu  | Strata   | Zwycięzca   |
| ------- | ----------- | ---- | ----------- | ------------------ | ----------- | -------- | ----------- |
| 6.      | 29 sierpnia | 1990 | Split       | bieg na 400 m      | 51,31 s     | + 1,81 s | Grit Breuer |
| srebro  | 1 września  | 1990 | Split       | sztafeta 4 × 400 m | 3:23,34 min | + 2,32 s | NRD         |

## Halowe mistrzostwa świata
| Miejsce | Dzień    | Rok  | Miejscowość | Konkurencja        | Czas biegu  | Strata   | Zwycięzca   |
| ------- | -------- | ---- | ----------- | ------------------ | ----------- | -------- | ----------- |
| 6.      | 10 marca | 1991 | Sewilla     | bieg na 400 m      | 52,19 s     | + 1,55 s | Diane Dixon |
| srebro  | 10 marca | 1991 | Sewilla     | sztafeta 4 × 400 m | 3:27,95 min | + 0,73 s | Niemcy      |